# 필리핀 풋볼 리그
필리핀 풋볼 리그는 필리핀의 최상위 축구 리그로 2017년에 설립되었으며 현재 15팀이 참가 중이다.

## 참가팀
- 다바오 아길라스
- 돈 보스코 가렐리
- 세부 FC
- 카야 FC 일로일로
- 로욜라 FC
- 마하를리카 타기그
- 마닐라 디게르
- 마닐라 몬텟
- 멘디올라 FC 1991
- 원 타기그
- 필리핀 공군
- 필리핀 육군
- 스탈리언 라구나
- 툴로이 FC
- 유나이티드 시티

## 우승
| No. | 시즌 | 우승팀          |
| --- | ---- | --------------- |
| 1   | 2017 | 세레스 네그로스 |
| 2   | 2018 | 세레스 네그로스 |
| 3   | 2019 | 세레스 네그로스 |
| 4   | 2020 | 유나이티드 시티 |

| 팀              | 우승 | 우승 시즌              |
| --------------- | ---- | ---------------------- |
| 유나이티드 시티 | 4    | 2017, 2018, 2019, 2020 |